# Norwegischer Fußballpokal der Männer 1929
Der norwegische Fußballpokal 1929 (kurz auch NM-Cup 1929 genannt) war die 28. Austragung des Fußballpokalwettbewerbs der Männer. Pokalsieger wurde Sarpsborg FK. Das Team setzte sich im Finale gegen Titelverteidiger FK Ørn durch.

## 1. Runde
| Datum      |                       | Ergebnis  |                        |
| ---------- | --------------------- | --------- | ---------------------- |
| 04.08.1929 | Bangsund IL           | 0:6       | IL Sverre              |
|            | IL Bergmann           | 2:0       | SK Nationalkameratene  |
|            | IF Birkebeineren      | 3:5       | Kongsberg IF           |
|            | IL Braatt             | 0:3       | FK Kvik Trondheim      |
|            | SK Brage              | 6:0       | Strinda IL             |
|            | Brann Bergen          | 7:0       | SK Ulf                 |
|            | Bøn FK                | 2:1       | Kapp IF                |
|            | SBK Drafn             | 3:1       | Geithus IL             |
|            | Dæhlenengen SBK       | 3:2       | Torp IF                |
|            | Egersunds IK          | 4:1       | Flekkefjord FK         |
|            | Ekeberg SK            | 0:8       | Drammens BK            |
|            | SK Falk Horten        | 3:1       | Skotfoss TIF           |
|            | Fossekallen IL        | 1:4       | Sandefjord BK          |
|            | Fram IL Brumunddal    | 1:0 n. V. | Eidsvold IF            |
|            | Fredrikstad FK        | 15:00     | Strømmen IF            |
|            | Frøya Sandnes         | 1:6       | Stavanger IF           |
|            | SK Gjøa               | 6:1       | Kongsten IF            |
|            | FK Lyn                | 1:1 n. V. | BSK 1914 Oslo          |
|            | IK Grane Arendal      | 2:3       | Start Kristiansand     |
|            | Grane SK Sandvika     | 6:4       | Jevnaker IF            |
|            | IF Gråbein            | 01:10     | Mjøndalen IF           |
|            | Hadelands Kvik        | 2:7       | Frigg Oslo FK          |
|            | SK Hardy              | 0:1       | SK Djerv               |
|            | Hof IL                | 2:3       | Grue IL                |
|            | Holmestrand IF        | 3:1       | Berger IL              |
|            | Kragerø IF            | 2:1       | FK Donn                |
|            | Kråkstad IL           | 0:6       | Moss FK                |
|            | Kvik Halden FK        | 16:00     | Roy IL                 |
|            | Langevåg IL           | 0:7       | Aalesunds FK           |
|            | Larvik Turn           | 2:1 n. V. | Skiens BK              |
|            | Lierfoss FK           | 00:13     | Lillestrøm SK          |
|            | Lillehammer BK        | 1:4       | FK Fremad Lillehammer  |
|            | Lillestrøm-Kameratene | 2:4 n. V. | SBK Skiold             |
|            | SFK Lyn Oslo          | 13:10     | Haga IF                |
|            | FK Mandalskameratene  | 1:1 n. V. | IL Brodd               |
|            | Neset FK              | 7:1       | SK Freidig             |
|            | Nydalens SK           | 0:6       | SK Strong              |
|            | Ny-Solheim IL         | 4:0       | SK Draug               |
|            | Odds BK               | 2:0       | Eiker SBK              |
|            | SK Rapp               | 9:0       | IL Varden              |
|            | Raufoss IL            | 5:2       | Bygdø BK               |
|            | Rjukan IL             | 1:2       | IF Pors                |
|            | SK Rollon             | 3:5       | Kristiansund FK        |
|            | Rolvsøy IF            | 0:1       | Sarpsborg FK           |
|            | Selbak TIF            | 5:0       | Hasle FK               |
|            | Ski IL                | 0:8       | FK Ørn                 |
|            | SK Snøgg              | 0:5       | Fram Larvik            |
|            | Stabæk IF             | 0:2 n. V. | Skeid Oslo             |
|            | Steinkjer FK          | 6:1       | Namsos IL              |
|            | Strømsgodset IF       | 4:1       | IF Liv                 |
|            | Sørumsand IL          | 0:4       | Kongsvinger IL         |
|            | Tistedalen TIF        | 3:4       | Lisleby FK             |
|            | Trysilgutten IL       | 1:5       | Hamar IL               |
|            | Tønsbergs TF          | 7:2       | Oslokameratene         |
|            | Ulefoss SF            | 0:2       | Storms BK              |
|            | Ullensaker IL         | 2:0       | SFK Trygg Oslo         |
|            | Urædd FK              | 5:1       | IL Tell                |
|            | SK Vard Haugesund     | 7:4       | Stord IL               |
|            | FK Vigør              | 2:0       | Eydehavn IF            |
|            | Vikersund IF          | 0:2       | IF Tønsberg-Kameratene |
|            | Viking Stavanger      | 4:0       | Minde IL               |
|            | FBK Voss              | 0:2       | Årstad IL              |
|            | Vålerenga Oslo        | 3:2       | Eidsvold Turn          |
|            | IL Aasguten           | 0:6       | Ranheim IL             |

### Wiederholungsspiele
| Datum      |               | Ergebnis |                      |
| ---------- | ------------- | -------- | -------------------- |
| 11.08.1929 | BSK 1914 Oslo | 0:5      | FK Lyn               |
|            | IL Brodd      | 4:0      | FK Mandalskameratene |

## 2. Runde
| Datum      |                        | Ergebnis  |                    |
| ---------- | ---------------------- | --------- | ------------------ |
| 11.08.1929 | Bøn FK                 | 1:4       | Kvik Halden FK     |
|            | Drammens BK            | 12:00     | Fram IL Brumunddal |
|            | Fram Larvik            | 1:4       | SK Strong          |
|            | FK Fremad Lillehammer  | 0:0 n. V. | SK Brage           |
|            | Frigg Oslo FK          | 1:0       | Skeid Oslo         |
|            | Hamar IL               | 2:6       | Fredrikstad FK     |
|            | Kongsberg IF           | 2:3 n. V. | Odds BK            |
|            | Kongsvinger IL         | 1:6       | SFK Lyn Oslo       |
|            | Kragerø IF             | 1:9       | Urædd FK           |
|            | Kristiansund FK        | 4:2       | SK Rapp            |
|            | FK Kvik Trondheim      | 1:2       | Neset FK           |
|            | Lillestrøm SK          | 0:3       | Strømsgodset IF    |
|            | Lisleby FK             | 4:0       | Holmestrand IF     |
|            | Mjøndalen IF           | 4:0       | Grane SK Sandvika  |
|            | Moss FK                | 6:1       | Ullensaker IL      |
|            | Ny-Solheim IL          | 3:3 n. V. | Årstad IL          |
|            | IF Pors                | 2:2 n. V. | Selbak TIF         |
|            | Ranheim IL             | 8:0       | IL Bergmann        |
|            | Sandefjord BK          | 2:3       | SBK Drafn          |
|            | Sarpsborg FK           | 16:00     | Grue IL            |
|            | SBK Skiold             | 1:3       | SK Gjøa            |
|            | Start Kristiansand     | 1:2       | Viking Stavanger   |
|            | Stavanger IF           | 5:0       | Egersunds IK       |
|            | Storms BK              | 1:3       | SK Falk Horten     |
|            | IL Sverre              | 3:1       | Steinkjer FK       |
|            | IF Tønsberg-Kameratene | 2:1       | Tønsbergs TF       |
|            | SK Vard Haugesund      | 02:12     | Brann Bergen       |
|            | Vålerenga Oslo         | 0:1       | Larvik Turn        |
|            | FK Ørn                 | 3:1       | Dæhlenengen SBK    |
|            | Aalesunds FK           | 8:1       | SK Djerv           |
| 18.08.1929 | IL Brodd               | 3:0       | FK Vigør           |
|            | FK Lyn                 | 2:1       | Raufoss IL         |

### Wiederholungsspiele
| Datum      |            | Ergebnis  |                       |
| ---------- | ---------- | --------- | --------------------- |
| 18.08.1929 | SK Brage   | 3:1       | FK Fremad Lillehammer |
|            | Selbak TIF | 3:4 n. V. | IF Pors               |
|            | Årstad IL  | 0:2       | Ny-Solheim IL         |

## 3. Runde
| Datum      |                  | Ergebnis  |                        |
| ---------- | ---------------- | --------- | ---------------------- |
| 25.08.1929 | Strømsgodset IF  | 2:3       | Aalesunds FK           |
|            | SK Brage         | 2:4       | Frigg Oslo FK          |
|            | Brann Bergen     | 6:2       | Lisleby FK             |
|            | Stavanger IF     | 2:0       | IL Brodd               |
|            | SBK Drafn        | 1:5       | Sarpsborg FK           |
|            | Fredrikstad FK   | 3:4 n. V. | Drammens BK            |
|            | SK Falk Horten   | 2:1       | Mjøndalen IF           |
|            | SK Gjøa          | 6:3       | Kristiansund FK        |
|            | Kvik Halden FK   | 4:2 n. V. | FK Lyn                 |
|            | Larvik Turn      | 2:3       | IF Pors                |
|            | SK Strong        | 0:7       | SFK Lyn Oslo           |
|            | Odds BK          | 5:4       | Moss FK                |
|            | Ranheim IL       | 2:1 n. V. | Neset FK               |
|            | Viking Stavanger | 8:1       | Ny-Solheim IL          |
|            | FK Ørn           | 10:00     | IL Sverre              |
|            | Urædd FK         | 5:2       | IF Tønsberg-Kameratene |

## 4. Runde
| Datum      |                  | Ergebnis  |                |
| ---------- | ---------------- | --------- | -------------- |
| 01.09.1929 | Aalesunds FK     | 2:3 n. V. | Kvik Halden FK |
|            | Viking Stavanger | 0:1 n. V. | Brann Bergen   |
|            | Drammens BK      | 1:0 n. V. | SFK Lyn Oslo   |
|            | IF Pors          | 0:3       | SK Falk Horten |
|            | Frigg Oslo FK    | 0:2       | Stavanger IF   |
|            | Sarpsborg FK     | 3:0       | SK Gjøa        |
|            | Ranheim IL       | 2:6       | Odds BK        |
|            | FK Ørn           | 2:1       | Urædd FK       |

## Viertelfinale
| Datum      |                | Ergebnis |                |
| ---------- | -------------- | -------- | -------------- |
| 15.09.1929 | Brann Bergen   | 1:2      | Sarpsborg FK   |
|            | Stavanger IF   | 2:0      | Drammens BK    |
|            | Odds BK        | 0:1      | SK Falk Horten |
|            | Kvik Halden FK | 1:6      | FK Ørn         |

## Halbfinale
| Datum      |              | Ergebnis |                |
| ---------- | ------------ | -------- | -------------- |
| 06.10.1929 | Sarpsborg FK | 1:0      | SK Falk Horten |
|            | FK Ørn       | 4:0      | Stavanger IF   |

## Finale
| Sarpsborg FK                                      | Sarpsborg FK | FK Ørn | FK Ørn |
| ------------------------------------------------- | --- | --- | ------ |
| Sarpsborg FK                                      | \| Finale \| \| 20. Oktober 1929 in Stavanger (Stavanger Stadion) \| \| Ergebnis: 2:1 n. V. (1:1, 1:0) \| \| Zuschauer: 13.000 \| \| Schiedsrichter: Thoralf Kristiansen \| \| Spielbericht \| | \| Finale \| \| 20. Oktober 1929 in Stavanger (Stavanger Stadion) \| \| Ergebnis: 2:1 n. V. (1:1, 1:0) \| \| Zuschauer: 13.000 \| \| Schiedsrichter: Thoralf Kristiansen \| \| Spielbericht \| | FK Ørn |
| Sarpsborg FK                                      | Henry Simensen – Erling Lindberg, Arne Ludvigsen – Thorstein O. Simensen, Rolf Norwall, Bredo Wass – Arne Yven, Georg Olsen, Alf E. Simensen, Harald Gundersen, Harry Yven                     | | FK Ørn |
| Sarpsborg FK                                      | 1:0 Arne Yven (42.) 2:1 Harald Gundersen (103.) | 1:1 Gunnar Dahl (75.) | FK Ørn |
| Finale                                            | | |        |
| 20. Oktober 1929 in Stavanger (Stavanger Stadion) | | |        |
| Ergebnis: 2:1 n. V. (1:1, 1:0)                    | | |        |
| Zuschauer: 13.000                                 | | |        |
| Schiedsrichter: Thoralf Kristiansen               | | |        |
| Spielbericht                                      | | |        |